# رچووو (استان لهستان بزرگ‌تر)
رچووو (به لهستانی:  Ryczywół) یک روستا در لهستان است که در گمینا رچووو واقع شده‌است. رچووو ۲٬۰۸۰ نفر جمعیت دارد.